# Ridgway, Pennsylvania
Ridgway là một thị trấn thuộc quận Elk, tiểu bang Pennsylvania, Hoa Kỳ. Năm 2010, dân số của thị trấn này là 4078 người.